# Faisà d'esperons de Palawan
El faisà d'esperons de Palawan (Polyplectron napoleonis) és una espècie d'ocell de la família dels fasiànids (Phasianidae), que habita la selva humida de l'illa filipina de Palawan.